# Blažena Černovická-Adamová
Blažena Černovická-Adamová (19. února 1882 Soběslavice – 1. března 1944 Plzeň) byla česká spisovatelka (pseudonym Eva Vršecká)

## Životopis
Rodiče Blaženy Černovické-Adamové, kteří se vzali 20. srpna 1881, byli František Adam chalupník (25. 10. 1858) a Anna Helebrantová (1. 1. 1858). Blažena byla nejstarší, měla šest mladších sourozenců: Vácslava Anastáse Adama (4. 1. 1884), Annu Větvičkovou (13. 11. 1887), Františku Adamovou (13. 11. 1887), Bohumíra Adama (9. 11. 1889), Marii Anežku Vochvestovou (4. 5. 1892) a Františka Adama.
Její manžel Josef Černovický byl plzeňský profesor. Měli jednu dceru Jarmilu Dufkovou-Černovickou. Blažena Černovická byla publicistkou, spisovatelkou prózy a obrázků z Poještědí.

## Dílo

### Próza
- Obrázky z naší vesnice – Plzeň: Český deník, 1919
- Z rodného kraje: druhá řada povídek z Poještědí – Plzeň: Český deník, 1920
- Ping – ilustroval Antonín Pospíšil. Třebechovice p. O.: Antonín Dědourek, 1943